# Oblatæske
Oblatæske er en særlig beholder, som man i de fleste kirker anvender til opbevaring af oblaterne. I middelalderen var det ofte en cylinderformet æske med kræmmerhusformet låg og et kors som topfigur. Denne kaldes en pyx. Senere tiders oblatæsker er stadigvæk cylinderformede, men nu med flade låg. I barokken forekommer der hjerteformede æsker, mens æsker fra klassicismen ofte er formet som et lille skrin. Især æskerne fra barokken kan være med kraftige drivninger og punslinger. Motiverne er oftest ranke-, blad- og blomsterornamenter.
| Kristendom | Spire Denne artikel om kristendom er en spire som bør udbygges. Du er velkommen til at hjælpe Wikipedia ved at udvide den. |